# Denis Zacaire
Denis Zacaire também Dionysius zacharius (* 1510 im Herzogtum Guienne, hoje Aquitânia; †  1556) foi um alquimista francês. Zachaire passou a vida procurando a Pedra Filosofal e a Água da Vida.

## Vida
Zachaire pertenceu a uma família nobre e antiga do ducado da Guienne (hoje Aquitânia), com Bordeaux como capital, onde nasceu, em 1510. Zachaire foi enviado, ainda muito jovem, para o "College of Arts", Bordeaux, depois na Faculdade de Direito de Toulouse. Nessa época ele estava sob os cuidados de um tutor contratado pela família. O tutor era um pesquisador da alquimia e do Magnum Opus, e Zachaire acabou se influenciando por aqueles estudos. Lá, ele começa a experimentar a alquimia. Ele gastou grandes quantidades da fortuna da família no cadinho místico. Trabalhava incansavelmente em seus estudos. Depois de voltar para casa para hipotecar sua herança, Zachaire se juntou a um "filósofo" e depois a um monge, para ampliar os seus conhecimentos.
Mais à frente no decurso de suas experiências, ele se autodenominou Mestre D. Zacaire, cavalheiro e filósofo da Guiena (Gasconha). Em 1545 ele foi convidado pelo rei Henrique II de Navarra, ao tribunal francês, que lhe prometeu 4.000 coroas (4000 Écus (moeda francesa) para ter o segredo da transformação do cinábrio em prata. Ele morreu assassinado, em 1556, de acordo com Mordechai de Delle, poeta na corte de Rodolfo II, ele foi assassinado em Colônia por um criado que o roubou, a sua esposa e sua projeção em pó.
Sua Magnum opus (Grande Obra) Opuscule très excellent de la vraye philosophie naturelle des métaux (1567) disse em forma romanesca de vida e a atividade de um alquimista. Ele afirma que, na Páscoa de 1550 conseguiu a transmutação da prata em ouro: ...Eu vi [...] o experimento verdadeiro e perfeito da prata, fortemente aquecido em um cadinho, que eventualmente se transformou em ouro em menos de uma hora antes dos meus olhos.
Eric John Holmyard, historiador da ciência inglesa, questiona a autenyicidade do nome Denis Zacaire, sob a alegação de que é apenas um pseudônimo ou que poderia ser um nome de família e um apelido. De acordo com Holmyard, sua autobiografia possui muito pontos semelhantes a de Bernardo Trevisano. Ele acrescenta: "Bernard Trévisan é creditado com uma autobiografia "tão parecida com a de Zachaire que estamos justificados em nos perguntar se isso não é uma ficção popular imputada, exceto por algumas variações. , para mais de um alquimista."

## Obras
- Opuscule muito excelente da verdadeira filosofia natural dos metais (1567, 1º edição 1583) online - encontrado em books.google.fr
O texto era em 1583 de Gerhard Dorn traduzido em latim e o primeiro volume de Lazarus Zetzners compêndio Theatrum  Chemicum (1602–1661) adicionado.
- Denis  Zecaire: Opuscule muito excelente da verdadeira filosofia natural dos metais, Edição crítica, introdução e notas por Renan Crouvizier, Crisopéia, Faculdade da França, em 1999, nº-8 de 208 p.
- Vida de Denis Zacaire, alquimista e escritor por ele mesmo, Ed.  Albert-Marie Schmidt. In: Mesures, Nr. 4, 15 de outubro de 1936, p. 151 ff.